# NGC 1682
NGC 1682 est une petite galaxie lenticulaire située dans la constellation d'Orion. NGC 1682 a été découverte par l'astronome germano-britannique William Herschel en 1786.

## Caractéristiques
Sa vitesse par rapport au fond diffus cosmologique est de 4 365 ± 21 km/s, ce qui correspond à une distance de Hubble de 64,4 ± 4,5 Mpc (∼210 millions d'al).
À ce jour, une mesure non basée sur le décalage vers le rouge (redshift) donne une distance d'environ 53,500 Mpc (∼174 millions d'al). Cette valeur est à l'extérieur mais compatible avec les valeurs de la distance de Hubble. Notons cependant que c'est avec la valeur moyenne des mesures indépendantes, lorsqu'elles existent, que la base de données NASA/IPAC calcule le diamètre d'une galaxie et qu'en conséquence le diamètre de NGC 1682 pourrait être d'environ 5,62 kpc (∼18 300 al) si on utilisait la distance de Hubble pour le calculer.

## Paire de galaxies en interaction
NGC 1682 et NGC 1684 forment une paire de galaxies en interaction comme le montre le pâle couloir de matière entre elles sur l'image obtenue des données du relevé PanSTARRS.

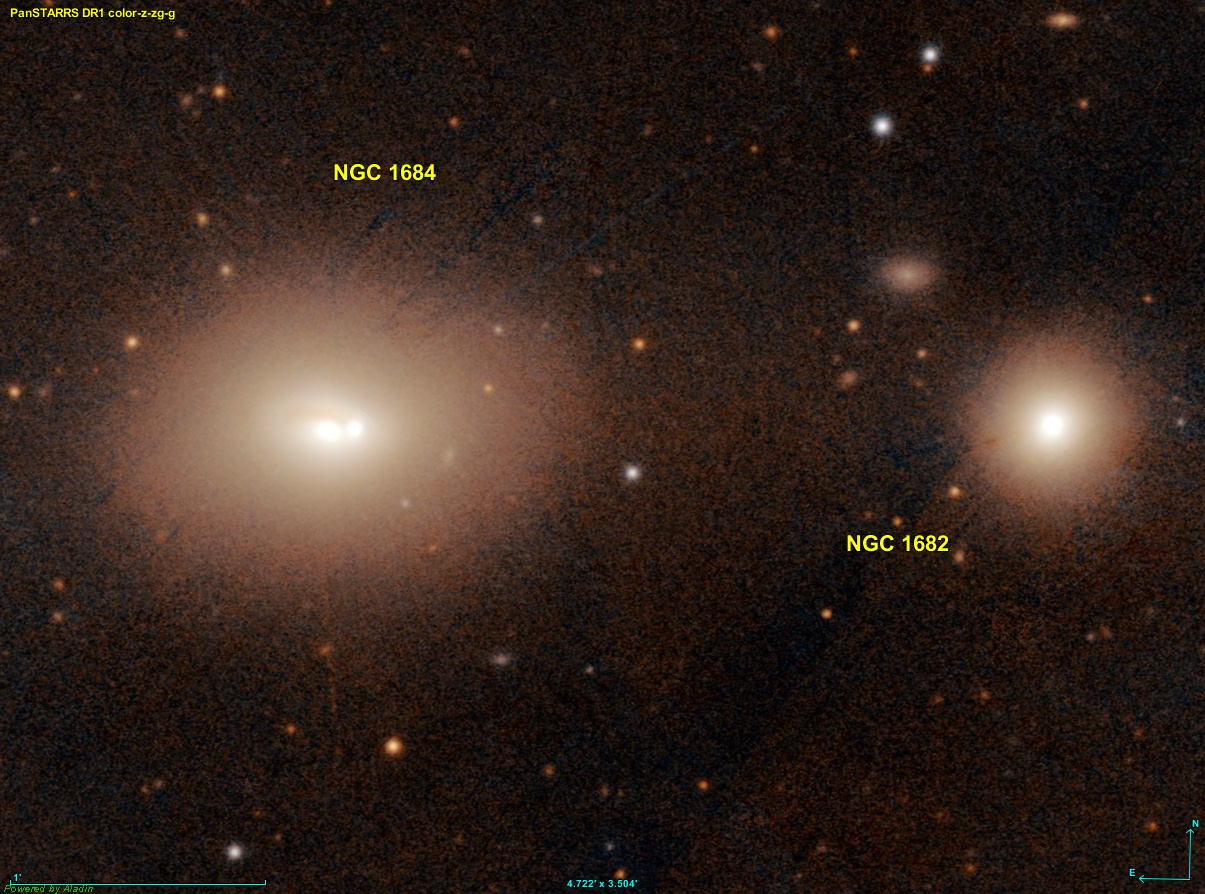
La paire de galaxie NGC 1682 et NGC 1684. Un pâle couloir de matière est visible sur cette image.